# میدینینگار
میدینینگار (به انگلیسی: Medininagar) یک منطقهٔ مسکونی در هند است که در بخش پالامو واقع شده‌است. مدینه کار ۱۵۰ کیلومتر مربع مساحت و ۱۵۸٬۹۴۱ نفر جمعیت دارد و ۲۱۵ متر بالاتر از سطح دریا واقع شده‌است.